# Liège-Bastogne-Liège 2003
La 89e édition de Liège-Bastogne-Liège a eu lieu le 27 avril 2003 et a été remportée en solitaire par l'Américain Tyler Hamilton.
La course disputée sur un parcours de 258,5 kilomètres est l'une des manches de la Coupe du monde de cyclisme sur route 2003.

## Présentation

### Équipes
Liège-Bastogne-Liège figure au calendrier de la Coupe du monde de cyclisme sur route 2003.
On retrouve un total de 25 équipes au départ, la totalité faisant partie des GSI, la première division mondiale du cyclisme.
| Groupes sportifs I (25)- Lotto-Domo - Saeco - Quick Step-Davitamon - Telekom - Fassa Bortolo - Fdjeux.com - Rabobank - Alessio - Lampre - Gerolsteiner - Brioches La Boulangère - Vini Caldirola-Saunier Duval - US Postal Service-Berry Floor - Cofidis-Le Crédit par Téléphone - Domina Vacanze-Elitron - ONCE-Eroski - AG2R Prévoyance - Team Coast - Phonak Hearing Systems - Euskaltel-Euskadi - CSC - Crédit agricole - iBanesto.com - Landbouwkrediet-Colnago - Palmans-Collstrop |
| |

## Déroulement de la course
Après les traditionnelles échappées du début de course, un peloton groupé se présente au ravitaillement de La Gleize à une cinquantaine de kilomètres de l'arrivée. Dans la descente vers Remouchamps, un groupe de six hommes sous l'impulsion d'Axel Merckx et d'Igor Astarloa, récent vainqueur de la Flèche wallonne, se dégage avant d'aborder la montée de la côte de la Redoute. Sentant le peloton revenir sur le groupe, Axel Merckx lâche ses compagnons d'échappée dans la côte du Hornay à Sprimont mais il est finalement repris par Samuel Sánchez, Michele Bartoli, Lance Armstrong, Cristian Moreni et Alexandr Shefer. Dans la côte du Sart-Tilman, Armstrong accélère et les seuls Sánchez, Bartoli et Shefer parviennent à le suivre. Mais au pied de la côte de Saint-Nicolas, un regroupement général se produit. L'Italien Michele Scarponi puis le Néerlandais Michael Boogerd essaient de partir devant mais en vain. La troisième tentative réalisée par Tyler Hamilton est la bonne. Il résiste au retour des poursuivants et devient le premier Américain à inscrire son nom au palmarès de la Doyenne. 

## Classements

### Classement de la course
| \| Classement général \| Classement général \| Classement général \| Classement général \| Classement général \| \| Coureur \| Coureur \| Pays \| Équipe \| Temps \| \| ------------------ \| ------------------------ \| ------------------ \| ----------------------------- \| ------------------ \| \| 1er \| Tyler Hamilton \| États-Unis \| CSC \| 6 h 28 min 50 s \| \| 2e \| Iban Mayo \| Espagne \| Euskaltel-Euskadi \| + 12 s \| \| 3e \| Michael Boogerd \| Pays-Bas \| Rabobank \| + 14 s \| \| 4e \| Michele Scarponi \| Italie \| Domina Vacanze-Elitron \| + 21 s \| \| 5e \| Francesco Casagrande \| Italie \| Lampre \| + 29 s \| \| 6e \| Samuel Sánchez \| Espagne \| Euskaltel-Euskadi \| + 29 s \| \| 7e \| Javier Pascual Rodríguez \| Espagne \| iBanesto.com \| + 29 s \| \| 8e \| Danilo Di Luca \| Italie \| Saeco \| + 29 s \| \| 9e \| Eddy Mazzoleni \| Italie \| Vini Caldirola-Saunier Duval \| + 29 s \| \| 10e \| Ivan Basso \| Italie \| Fassa Bortolo \| + 29 s \| \| 11e \| Frank Vandenbroucke \| Belgique \| Quick Step-Davitamon \| + 40 s \| \| 12e \| Óscar Pereiro \| Espagne \| Phonak Hearing Systems \| + 40 s \| \| 13e \| Davide Rebellin \| Italie \| Gerolsteiner \| + 40 s \| \| 14e \| Gianni Faresin \| Italie \| Gerolsteiner \| + 40 s \| \| 15e \| Patrik Sinkewitz \| Allemagne \| Quick Step-Davitamon \| + 40 s \| \| 16e \| Andrea Noè \| Italie \| Alessio \| + 40 s \| \| 17e \| Aitor Osa \| Espagne \| iBanesto.com \| + 42 s \| \| 18e \| Matthias Kessler \| Allemagne \| Telekom \| + 42 s \| \| 19e \| David Etxebarria \| Espagne \| Euskaltel-Euskadi \| + 45 s \| \| 20e \| Lance Armstrong \| États-Unis \| US Postal Service-Berry Floor \| + 50 s \| |                          |            |                               |                 |
| |                          |            |                               |                 |
| |                          |            |                               |                 |
| Classement général |                          |            |                               |                 |
| Coureur | Coureur                  | Pays       | Équipe                        | Temps           |
| 1er | Tyler Hamilton           | États-Unis | CSC                           | 6 h 28 min 50 s |
| 2e | Iban Mayo                | Espagne    | Euskaltel-Euskadi             | + 12 s          |
| 3e | Michael Boogerd          | Pays-Bas   | Rabobank                      | + 14 s          |
| 4e | Michele Scarponi         | Italie     | Domina Vacanze-Elitron        | + 21 s          |
| 5e | Francesco Casagrande     | Italie     | Lampre                        | + 29 s          |
| 6e | Samuel Sánchez           | Espagne    | Euskaltel-Euskadi             | + 29 s          |
| 7e | Javier Pascual Rodríguez | Espagne    | iBanesto.com                  | + 29 s          |
| 8e | Danilo Di Luca           | Italie     | Saeco                         | + 29 s          |
| 9e | Eddy Mazzoleni           | Italie     | Vini Caldirola-Saunier Duval  | + 29 s          |
| 10e | Ivan Basso               | Italie     | Fassa Bortolo                 | + 29 s          |
| 11e | Frank Vandenbroucke      | Belgique   | Quick Step-Davitamon          | + 40 s          |
| 12e | Óscar Pereiro            | Espagne    | Phonak Hearing Systems        | + 40 s          |
| 13e | Davide Rebellin          | Italie     | Gerolsteiner                  | + 40 s          |
| 14e | Gianni Faresin           | Italie     | Gerolsteiner                  | + 40 s          |
| 15e | Patrik Sinkewitz         | Allemagne  | Quick Step-Davitamon          | + 40 s          |
| 16e | Andrea Noè               | Italie     | Alessio                       | + 40 s          |
| 17e | Aitor Osa                | Espagne    | iBanesto.com                  | + 42 s          |
| 18e | Matthias Kessler         | Allemagne  | Telekom                       | + 42 s          |
| 19e | David Etxebarria         | Espagne    | Euskaltel-Euskadi             | + 45 s          |
| 20e | Lance Armstrong          | États-Unis | US Postal Service-Berry Floor | + 50 s          |

### Classement UCI
La course attribue des points à la Coupe du monde de cyclisme sur route 2003 selon le barème suivant :
| Position           | 1er | 2e | 3e | 4e | 5e | 6e | 7e | 8e | 9e | 10e | 11e | 12e | 13e | 14e | 15e | 16e | 17e | 18e | 19e | 20e | 21e | 22e | 23e | 24e | 25e |
| Classement général | 100 | 70 | 50 | 40 | 36 | 32 | 28 | 24 | 20 | 16  | 15  | 14  | 13  | 12  | 11  | 10  | 9   | 8   | 7   | 6   | 5   | 4   | 3   | 2   | 1   |